# Hendrik I van Guise
Hendrik I van Guise (Joinville, 31 december 1550 — Blois, 23 december 1588) was de oudste zoon van hertog Frans van Guise en Anna d'Este (dochter van Ercole II d'Este en Renate van Frankrijk). Via zijn grootvader van moederskant was hij een afstammeling van Lucrezia Borgia en paus Alexander VI. Hij was een militaire en politieke sleutelfiguur in de Franse godsdienstoorlogen, aanvoerder van de Franse katholieke fractie, stichter van de Heilige Liga en een van de naamgevers van de Drie-Hendriken-Oorlog. In 1570 trouwde hij met de invloedrijke Catharina van Nevers.
Hij volgde zijn vader op als aanvoerder van de Franse katholieke fractie en is mede-verantwoordelijk te houden voor een escalatie van de gewelddadige gevechten tussen Franse katholieken en protestanten, hugenoten genoemd, tot een moorddadig hoogtepunt in de Bartholomeusnacht in 1572. De Franse godsdienstoorlogen telden direct en indirect naar schattingen tussen de 2 en 4 miljoen dodelijke slachtoffers. Hij was een tegenstander van koningin-moeder Catherine de' Medici en werd vermoord door de lijfwachten van haar zoon, koning Hendrik III.

## Levensloop
Toen zijn vader in 1563 bij de belegering van Orléans door een Hugenoot vermoord werd was hij 13 jaar oud. Hij koesterde sindsdien een wrok tegen de hugenoten en met name tegen Gaspard de Colligny die hij verantwoordelijk achtte voor de dood van zijn vader.

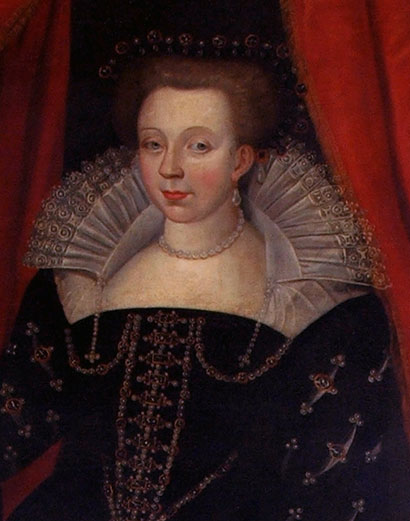
Invloedrijke echtgenote Catherina van Nevers

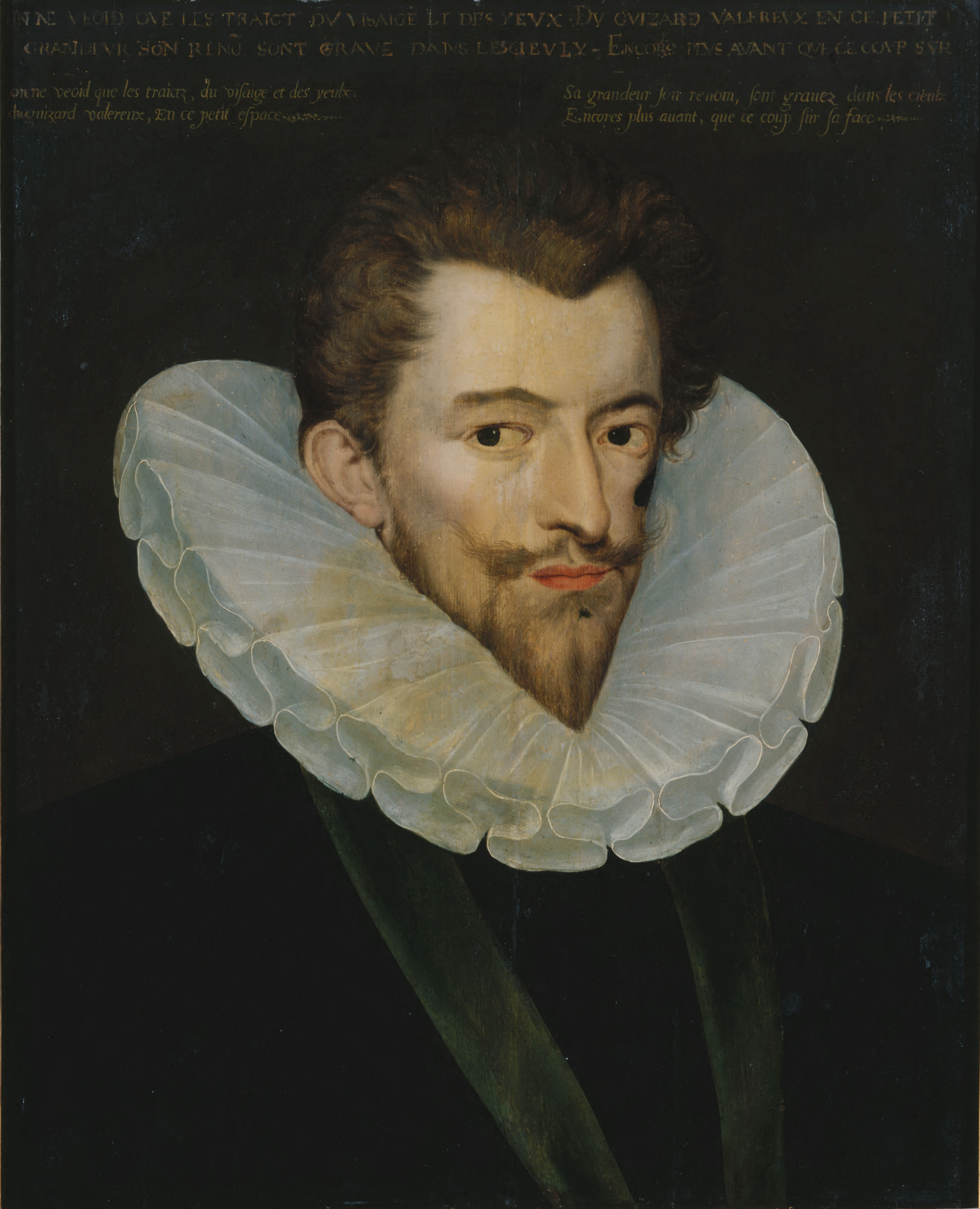
Hendrik I van Guise op latere leeftijd

Om militaire ervaring op te doen, trok Hendrik in 1566 naar Wenen, de oorlog tegen de Turken was net beëindigd. Hij keerde terug naar Frankrijk en werd geliefd bij de Parijse bevolking door zijn bravoure. Catherina de' Medici deed een beroep op het huis Guise om zich te ontdoen van Gaspard de Colligny, die na de Vrede van Saint-Germain-en-Laye (1570) veel invloed had gekregen op koning Karel IX. Hij was betrokken bij het plannen van de Bartholomeusnacht en de moord van Colligny, maar nam geen deel aan de slachtpartij zelf. Hij beschutte zelfs een honderdtal hugenoten in zijn huis.

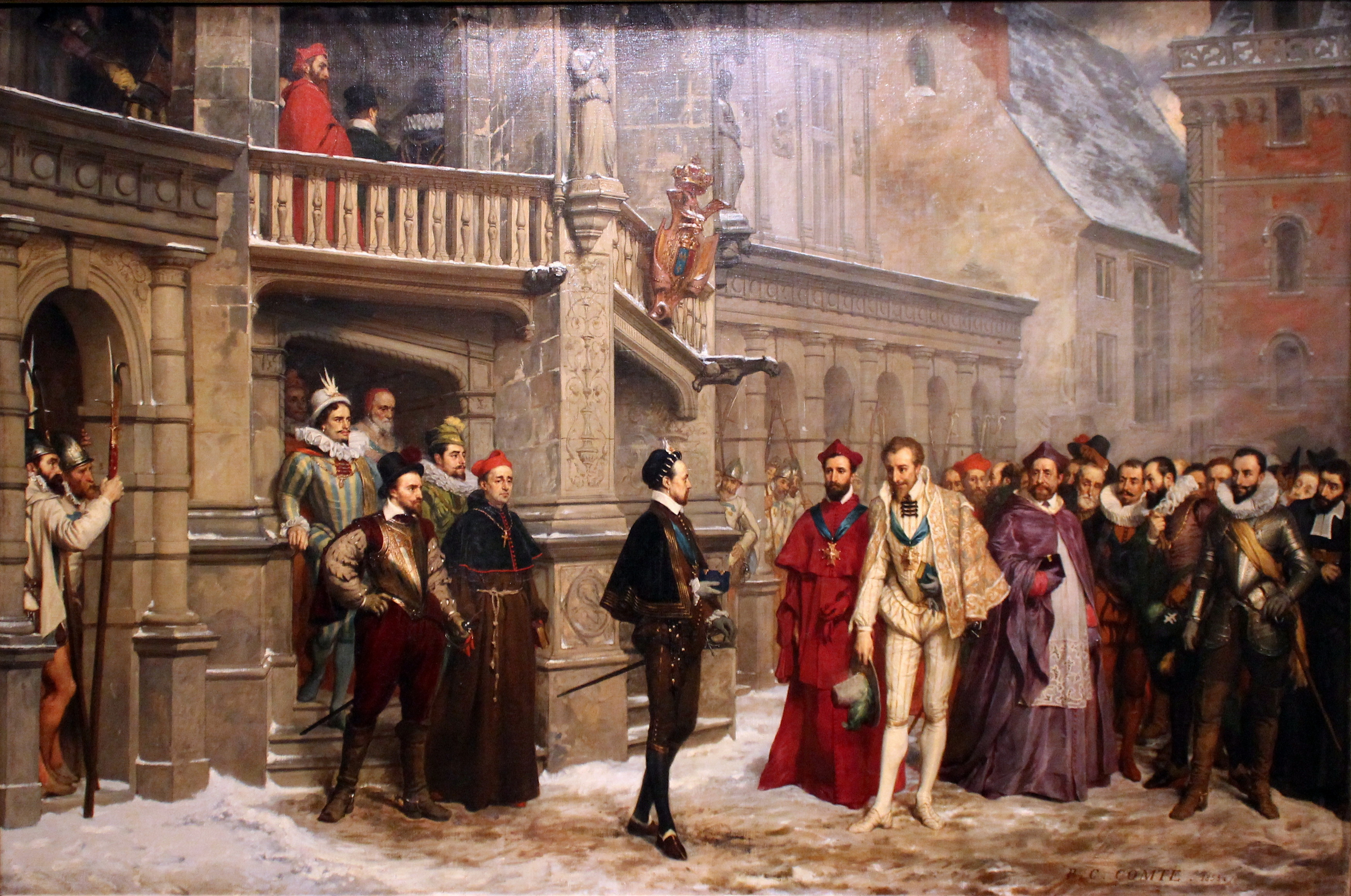
De ontmoeting van Hendrik III met de hertog van Guise. Schilderij (1855) door Pierre-Charles Comte, Parijs, Musée d'Orsay

Na een poging om met Margaretha van Valois te trouwen, een zus van koning Karel IX, viel Hendrik in ongenade bij het koningshuis. Op 4 oktober 1570 trouwde hij onder druk van het hof met Catharina van Nevers, een jonge weduwe uit de hoge Franse adel met uitgebreide bezittingen en een groot eigen fortuin. De bruiloft vond plaats in het Hôtel de Guise in Parijs, in aanwezigheid van de koninklijke familie. Tijdens hun huwelijk had Catharina een affaire met Paul Stuart de Caussade, graaf van Saint-Mégrin, een gunsteling van koning Hendrik III. Saint-Mégrin werd op 21 juli 1578 vermoord, naar verluidt op bevel van Hendrik en diens broer. Dit werd echter nooit bewezen.
Toen in 1574 de gevechten tussen katholieken en hugenoten opnieuw uitbraken, stelde Hendrik zich aan het hoofd van de radicale katholieke strijdkrachten. Tijdens de Slag bij Dormans (1575) liep hij een litteken op in zijn gezicht, wat hem de bijnaam le Balafré (met het litteken) opleverde, net zoals zijn vader voor hem. Hij werd in 1576 leider van de Ligue, de Heilige Liga, die werd gevormd uit ongenoegen over de vrede die koning Hendrik III sloot met de hugenoten. Hij maakte zich populair bij het volk en genoot de steun van buitenlandse mogendheden (in het bijzonder Spanje). Nadat de protestantse Hendrik van Navarra in 1584 de rechtmatige troonopvolger was geworden, door de dood van Frans van Anjou, haalde Hendrik van Guise de band met Spanje nog nauwer aan. Hij sloot met koning Filips II in het geheim het Verdrag van Joinville.
In 1585 koos koning Hendrik III na ampele overwegingen de zijde van de Ligue, waarna hij samen met De Guise de strijd opnam tegen Hendrik van Navarra, de zogenaamde Drie-Hendriken-oorlog. De Ligue vertrouwde Hendrik III echter niet, en dat gevoel werd in het bijzonder gedeeld door het Parijse volk; in die stad kwam door een omwenteling de aanhang van de Guise aan de macht. Deze begaf zich daarop, ondanks het strenge verbod van de koning, naar Parijs, waar hij op 9 mei 1588 geestdriftig onthaald als ware hij koning. Enkele maanden later werd hij benoemd tot luitenant-generaal van het koninklijke leger.
Hendrik III moest hierna de ambitie van Guise nog meer dan te voren ontzien: door de bijeenroeping van de Staten-Generaal in het kasteel van Blois hoopte hij zich uit zijn oncomfortabele situatie te bevrijden. De Staten verklaarden zich echter niet bereid Hendrik III tegen de Guise te steunen. De koning liet daarop Hendrik van Guise in het kasteel van Blois vermoorden (23 december 1588) en de volgende dag diens broer en medestrijder kardinaal Lodewijk van Guise (1555, sinds 1578 kardinaal) terechtstellen. Hun lichamen werden verbrand en de as werd in de Loire geworpen.

## Kinderen
Catharina van Nevers baarde 14 kinderen:
- Karel I (1571-1640), hertog van Guise, prins van Joinville, getrouwd met Henriette Catherine van Joyeuse
- Hendrik (1572-1574)
- Catharina (1573)
- Lodewijk (1575-1621), kardinaal en aartsbisschop van Reims, mogelijk gehuwd met Charlotte des Essarts
- Karel (1576)
- Marie (1577-1582)
- Claude (1578-1657), hertog van Chevreuse, getrouwd met Marie de Rohan
- Catharina (1579 - jong gestorven)
- Christina (1580 - jong gestorven)
- Frans (1581-1582)
- Renée (1585-1626), abdis van het klooster Saint Pierre in Reims
- Johanna (1586- 1638), abdis van het klooster Notre-Dame de Jouarre
- Louise-Margaretha (1588-1631), getrouwd met  1) Frans van Bourbon, prins van Conti, 2) François de Bassompierre, maarschalk van Frankrijk
- Frans-Alexander Paris (1589-1614).